# مخطط الأمم المتحدة الجغرافي لآسيا

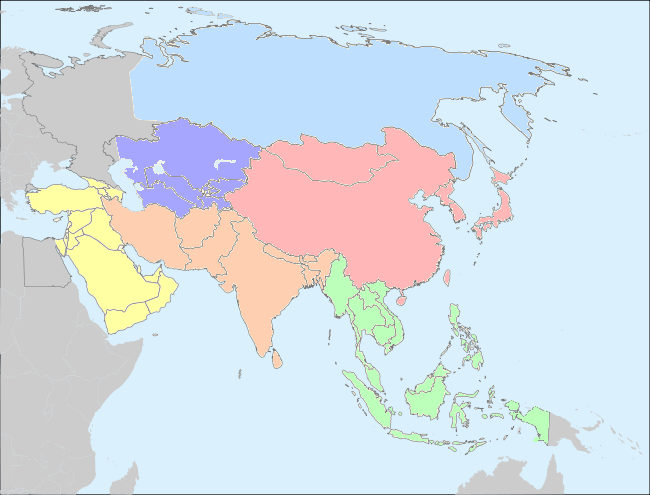
المناطق دون الإقليمية للمخطط الجغرافي للأمم المتحدة في آسيا

مخطط الأمم المتحدة الجغرافي لآسيا United Nations geoscheme for Asia هو أداة عمل داخلية تم إنشاؤها واستخدامها من قبل الأمم المتحدة، وتعتمدها شعبة الإحصاء في الأمم المتحدة لغرض محدد يتعلق بإحصاءات الأمم المتحدة. يتم هنا عرض المناطق الفرعية للمخطط حسب الترتيب الأبجدي. وقد لا تتطابق مناطقها الفرعية مع مخططات التصنيف الجغرافي الأخرى.

## آسيا الوسطى
- كازاخستان
- قرغيزستان
- طاجيكستان
- تركمانستان
- أوزبكستان

## شرق آسيا
- الصين
- هونغ كونغ
- ماكاو
- جمهورية كوريا الديمراطية الشعبية
- اليابان
- منغوليا
- جمهورية كوريا

### ملاحظة بشأن تايوان
تتضمن العديد من المؤسسات وأوراق البحث التي تستخدم مخططات التصنيف القائمة على نظام الأمم المتحدة الجغرافي تايوان بشكل منفصل في أقسامها الخاصة بشرق آسيا.
- (1) يتضمن "احتواء الأراضي (UN M.49)" في Unicode CLDR تايوان في عرضها
- لـ UN M.49.[1] (2) تحتوي مجموعة بيانات خرائط المجال العام Natural Earth على بيانات وصفية في الحقول المسماة و"subregion" لتايوان.
- (3) يتضمن التقسيم الإقليمي الذي أوصت به شركة لويدز لندن لشرق آسيا (الأقسام الإحصائية للأمم المتحدة لشرق آسيا) تايوان.[2]
- (4) بناءً على التقسيمات الإحصائية للأمم المتحدة، فإن مؤتمر المشمش يضم تايوان في شرق آسيا.[3]
- (5) في دراسة قابلية استخدام مواقع الويب في آسيا، اختار آثر نواز وتوركيل كليمنسن البلدان الآسيوية على أساس التقسيمات الإحصائية للأمم المتحدة، وتم تضمين تايوان أيضًا.
- (6) تم تضمين تايوان أيضًا في مخطط الأمم المتحدة الجغرافي لشرق آسيا في مراجعة منهجية واحدة حول اضطراب نقص الانتباه وفرط النشاط.[4]

## شمال آسيا
تغطي هذه المنطقة كامل المنطقة الجغرافية لسيبيريا. وبما أن هذه المنطقة ككل تقع تحت سيطرة الدولة العابرة للقارات روسيا، فمن أجل الراحة الإحصائية، تم تصنيف روسيا ضمن أوروبا الشرقية من قبل شعبة الإحصاء في الأمم المتحدة، بما في ذلك روسيا الأوروبية وروسيا الآسيوية تحت منطقة فرعية واحدة. ومن ثم، فليس هناك كيان جيوسياسي يندرج حاليا ضمن منطقة شمال آسيا.

## جنوب شرق آسيا
تغطي هذه المنطقة المناطق الجغرافية لشبه جزيرة الهند الصينية وأرخبيل الملايو، وتغطي الكيانات الجيوسياسية التالية ككل:
- بروناي
- كمبوديا
- إندونيسيا
- لاوس جمهورية لاوس الديمقراطية الشعبية
- ماليزيا
- ميانمار
- الفلبين
- سنغافورة
- تايلاند
- تيمور الشرقية
- فيتنام

## جنوب آسيا
تغطي هذه المنطقة الفرعية المناطق الجغرافية الممتدة من الهضبة الإيرانية حتى شبه القارة الهندية، وتغطي الكيانات الجيوسياسية التالية ككل:
- أفغانستان
- بنغلاديش
- بوتان
- الهند
- إيران
- المالديف
- نيبال
- باكستان
- سريلانكا

## غرب آسيا
تغطي هذه المنطقة الفرعية المناطق الجغرافية الممتدة من الأناضول والقوقاز وبلاد الشام وبلاد ما بين النهرين حتى شبه الجزيرة العربية، وتغطي الكيانات الجيوسياسية التالية ككل:
- أرمينيا
- أذربيجان
- البحرين
- قبرص
- جورجيا
- العراق
- إسرائيل
- الأردن
- الكويت
- لبنان
- عمان
- قطر
- السعودية
- فلسطين
- سوريا
- تركيا
- الإمارات العربية المتحدة
- اليمن